# Taifalen
Die Taifalen waren ein Volk unsicheren Ursprungs. Meist werden sie den Ostgermanen zugerechnet, teilweise aber auch mit den Sarmaten in Verbindung gebracht.

## Geschichte
Die Taifalen erscheinen gemeinsam mit den Terwingen in der Geschichtsschreibung, als sie 248 gemeinsam mit Wandalen, Peukinern und Karpen in Niedermösien (Bulgarien) einfielen. Der terwingisch-taifalische Stammesverband sollte über 100 Jahre Bestand haben. Taifalen, Victofalen und Terwingen siedelten lange Zeit in der ehemaligen römischen Provinz Dakien (Walachei, Banat, Siebenbürgen) und in der Gegend an der unteren Donau. Die Taifalen waren ein sehr mobiles Reitervolk und verfügten wohl nur in geringem Umfang über „feste“ Wohnsitze. Bald setzte ein Verschmelzungsprozess der unterschiedlichen Stämme ein. Die terwingische Aristokratie bestand im 4. Jahrhundert aus Taifalen, Sarmaten, kleinasiatischen Minderheiten, ehemaligen römischen Provinzialen, dako-carpischen Gruppen und verschiedensten Iraniern. Im Jahr 291 verbündeten sich Terwingen und Taifalen gegen die nach Dakien expandierenden Hasding-Vandalen und Gepiden. Konstantin der Große (306–337) drängte seit 328 die Taifalen und Terwingen von der Donau ab, die sich daraufhin nach Nordwesten orientierten und um 332 mit den Theiß-Sarmaten in Konflikt gerieten. Dann avancierten sie zu römischen foederati und schlugen unter Constantius II. (337–361) in den Jahren 358/359 einen Aufstand der Limiganten nieder.

Schildbemalung der Equites Honoriani Taifali iuniores

Unter dem immer stärker werdenden Druck der Hunnen zerfiel im Jahr 376 auch der terwingisch-taifalische Stammesverband. Die Taifalen verließen das Gebiet und schlossen sich den greutungischen Ostgoten an. Unter Farnobius wurden sie 377 vom Dux der Valeriae ripensis, Frigeridus, im Marizatal geschlagen. Die Überlebenden wurden in Norditalien bei Modena, Reggio nell’Emilia und Parma angesiedelt, wo noch in langobardischer  Zeit der Ortsname Taivalo, heute San Giovanni in Persiceto, an sie erinnerte. Andere wurden nach Gallien deportiert, wo der Ort Tiffauges nach ihnen benannt ist.
Im frühen 5. Jahrhundert sind mehrere ihrer Kampfverbände in der Notitia Dignitatum aufgelistet:
- Eine Vexillation der Equites Honoriani Taifali iuniores unterstand als in Gallien stehende Kavallerieeinheit dem Magister equitum des Westens.[9]
- Die Equites Honoriani (Taifali) iuniores unterstanden dem Comes Africae.
- Die Equites Taifali waren unter dem Befehl des Comes Britanniarum in Britannien stationiert.[10]
- In Gallien stand ein Praefectus Sarmatarum et Taifalorum gentilium (Präfekt der Sarmaten und Taifalen) in Pictavis (Poitiers) unter dem Befehl des Magister equitum Galliarum.[11]

Als die Westgoten in Südfrankreich das Tolosanische Reich (418–507) errichteten, wurden viele Taifalen Untertanen der westgotischen Könige. Die Völker behielten jedoch ihre Identität und es kam nicht zu einer Annäherung wie zweihundert Jahre zuvor. Die Christianisierung begann in der Mitte des 5. Jahrhunderts. In merowingischer Zeit ist ein pagus theifalia (etwa „Taifalen-Gau“) belegt. Gregor von Tours schrieb Ende des 6. Jahrhunderts, dass die zum Teil noch heidnischen Taifalen ihren Bischof nicht aus religiösen Gründen ermordet hätten, sondern weil er ihnen vom fränkischen König aufgezwungen wurde.